# Eelderwolde
Eelderwolde est un village néerlandais de la commune de Tynaarlo, situé dans la province de Drenthe. Le 1er janvier 2020, la population s'élevait à 2 785 habitants.
Le village est situé à l'extrémité nord de la province de Drenthe, près de la ville de Groningue.